# Hnitbjörg
|  | Dieser Artikel oder Abschnitt wurde wegen inhaltlicher Mängel auf der Qualitätssicherungsseite des Projekts Germanen eingetragen. Dies geschieht, um die Qualität der Artikel aus diesem Themengebiet auf ein akzeptables Niveau zu bringen. Bitte hilf mit, die Mängel dieses Artikels zu beseitigen, und beteilige dich an der Diskussion! |

Hnitbjörg ist in der Nordischen Mythologie das Versteck, in das der Reifriese Suttung den Skaldenmet verbrachte. Seine Tochter Gunnlöð sollte die Bewachung des Mets übernehmen.
Odin bohrte mit der Hilfe von Suttungs Bruder Baugi ein Loch in den Berg und erlangte so den Zugang zu dem Getränk.

## Quelle
- Anthony Faulkes (Übersetzer ins Englische): Edda (Snorri Sturluson), Everyman, London 1987, ISBN 0-46087616-3.